# スタッド・オーギュスト＝ドローヌ
スタッド・オーギュスト＝ドローヌ（Stade Auguste-Delaune）は、フランス・マルヌ県ランスにあるサッカースタジアム。収容人数は20,519人。

## 概要
完成は1935年。リーグ・アンのスタッド・ランスの本拠地として使用している。
過去には1938 FIFAワールドカップ、2019 FIFA女子ワールドカップが開催された。

## 開催された主な大会・試合
- 1938 FIFAワールドカップ

| 日付         | ホームチーム | 結果 | アウェーチーム     | ラウンド |
| ------------ | ------------ | ---- | ------------------ | -------- |
| 1938年6月5日 | ハンガリー   | 6-0  | オランダ領東インド | ベスト16 |

- 2019 FIFA女子ワールドカップ

| 日付          | ホームチーム   | 結果 | アウェーチーム | ラウンド   |
| ------------- | -------------- | ---- | -------------- | ---------- |
| 2019年6月8日  | ノルウェー     | 3-0  | ナイジェリア   | グループA  |
| 2019年6月11日 | アメリカ合衆国 | 13-0 | タイ           | グループF  |
| 2019年6月14日 | ジャマイカ     | 0-5  | イタリア       | グループC  |
| 2019年6月17日 | 韓国           | 1-2  | ノルウェー     | グループA  |
| 2019年6月20日 | オランダ       | 2-1  | カナダ         | グループE  |
| 2019年6月24日 | スペイン       | 1-2  | アメリカ合衆国 | ラウンド16 |

- 国際Aマッチ

| 日付          | ホームチーム | 結果 | アウェーチーム | 大会     |
| ------------- | ------------ | ---- | -------------- | -------- |
| 1970年4月28日 | フランス     | 2-0  | ルーマニア     | 親善試合 |
| 2012年5月31日 | フランス     | 2-0  | セルビア       | 親善試合 |

## ギャラリー

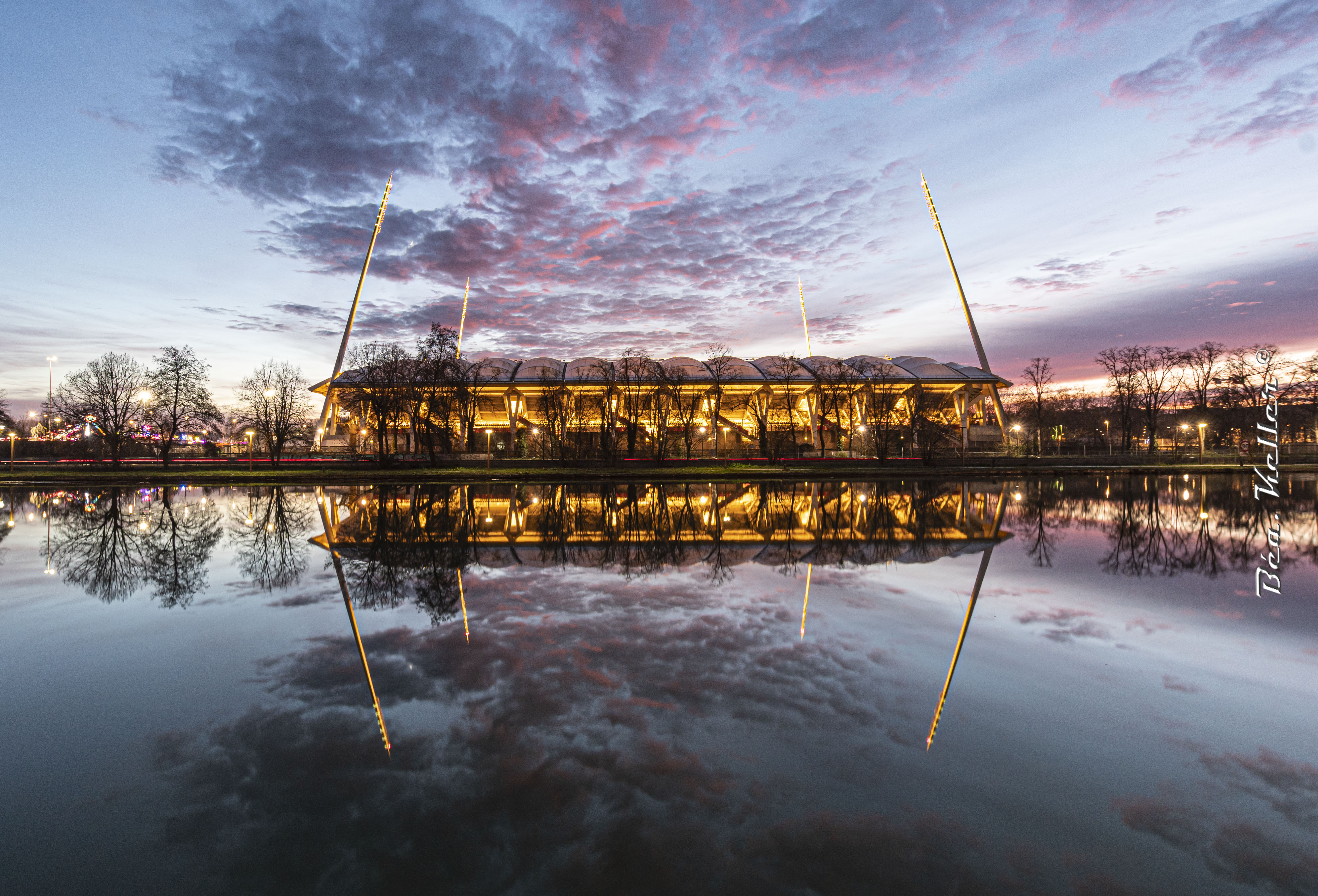
川沿いからの眺め
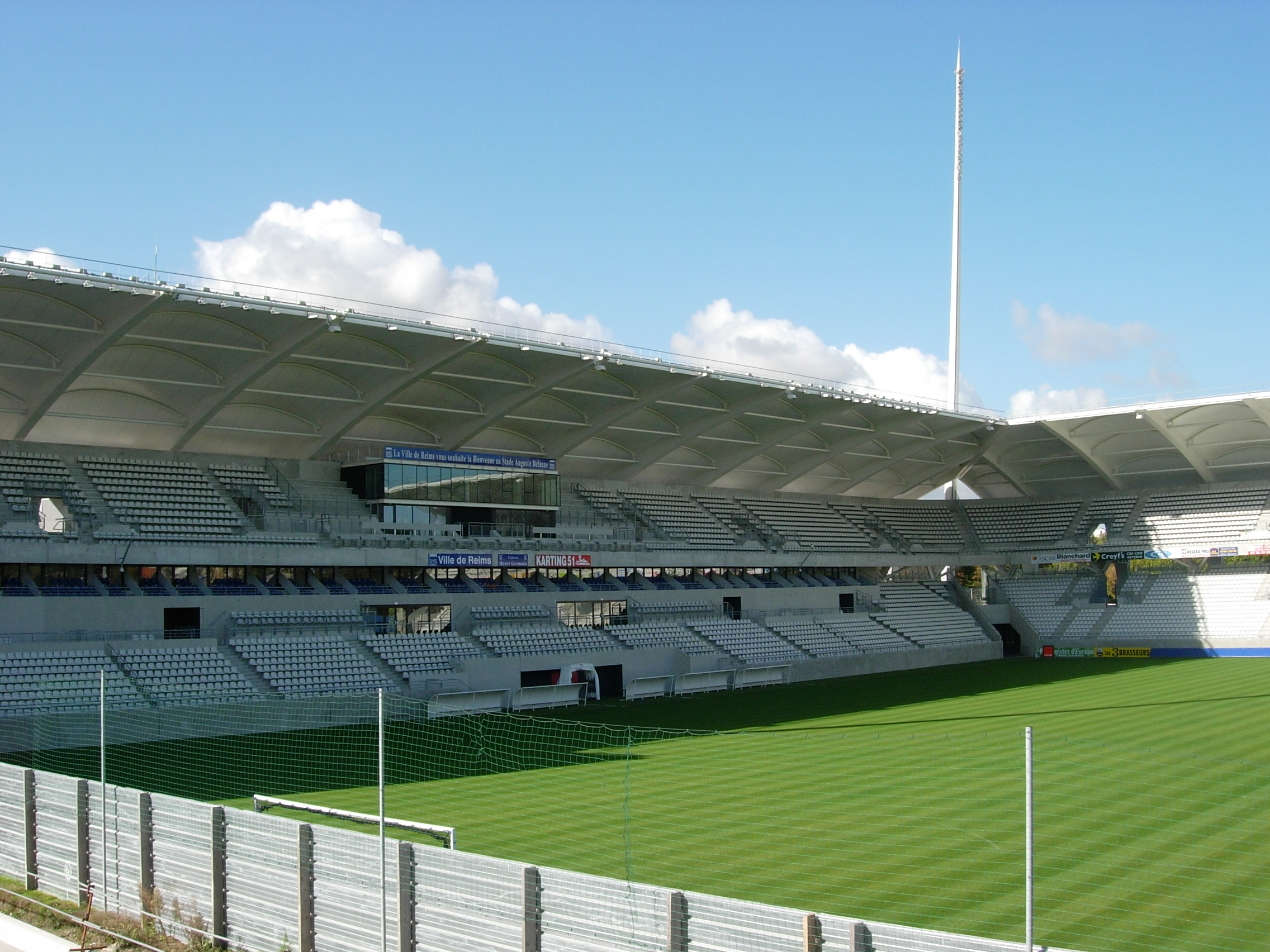
メインスタンド
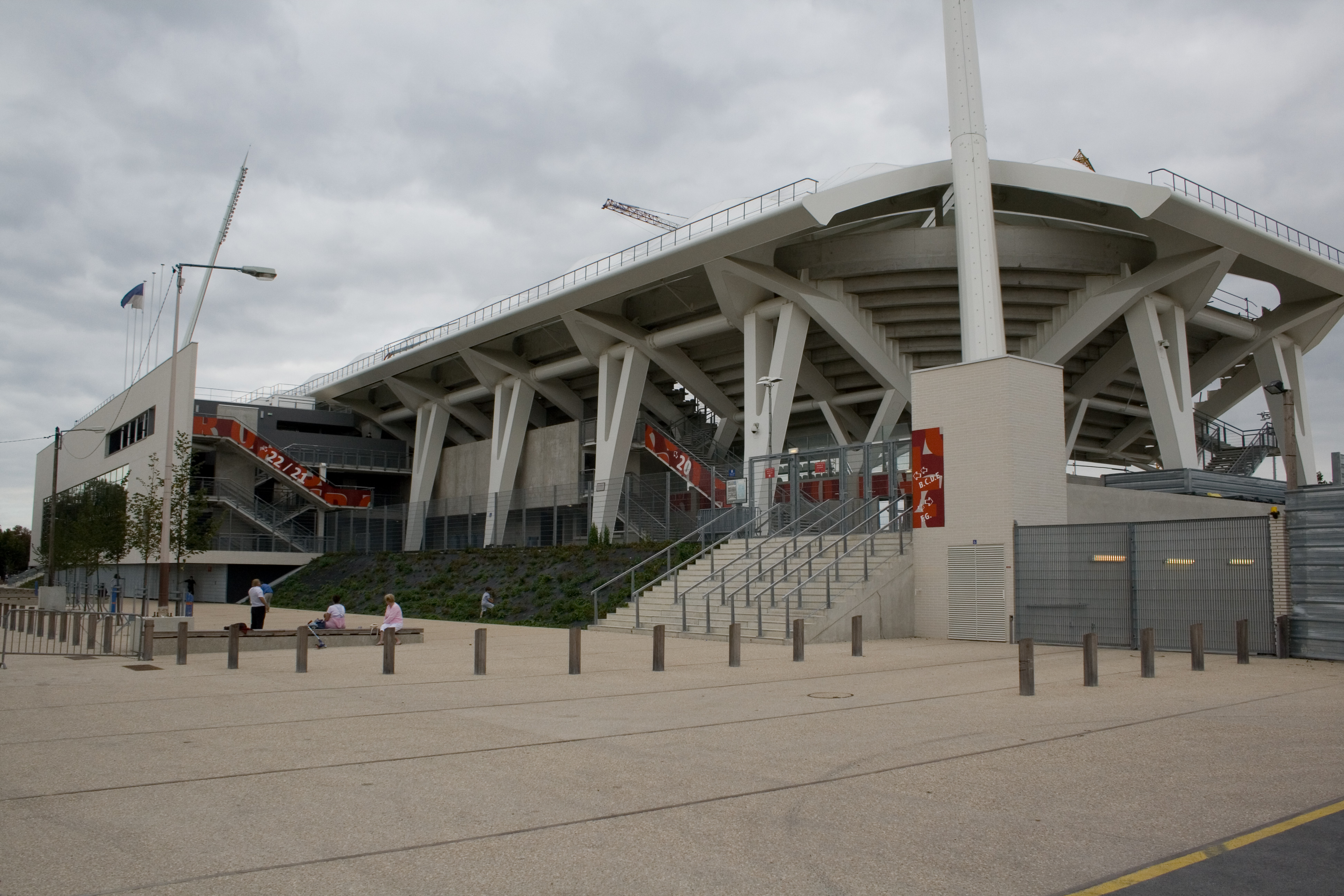
メインスタンド外観
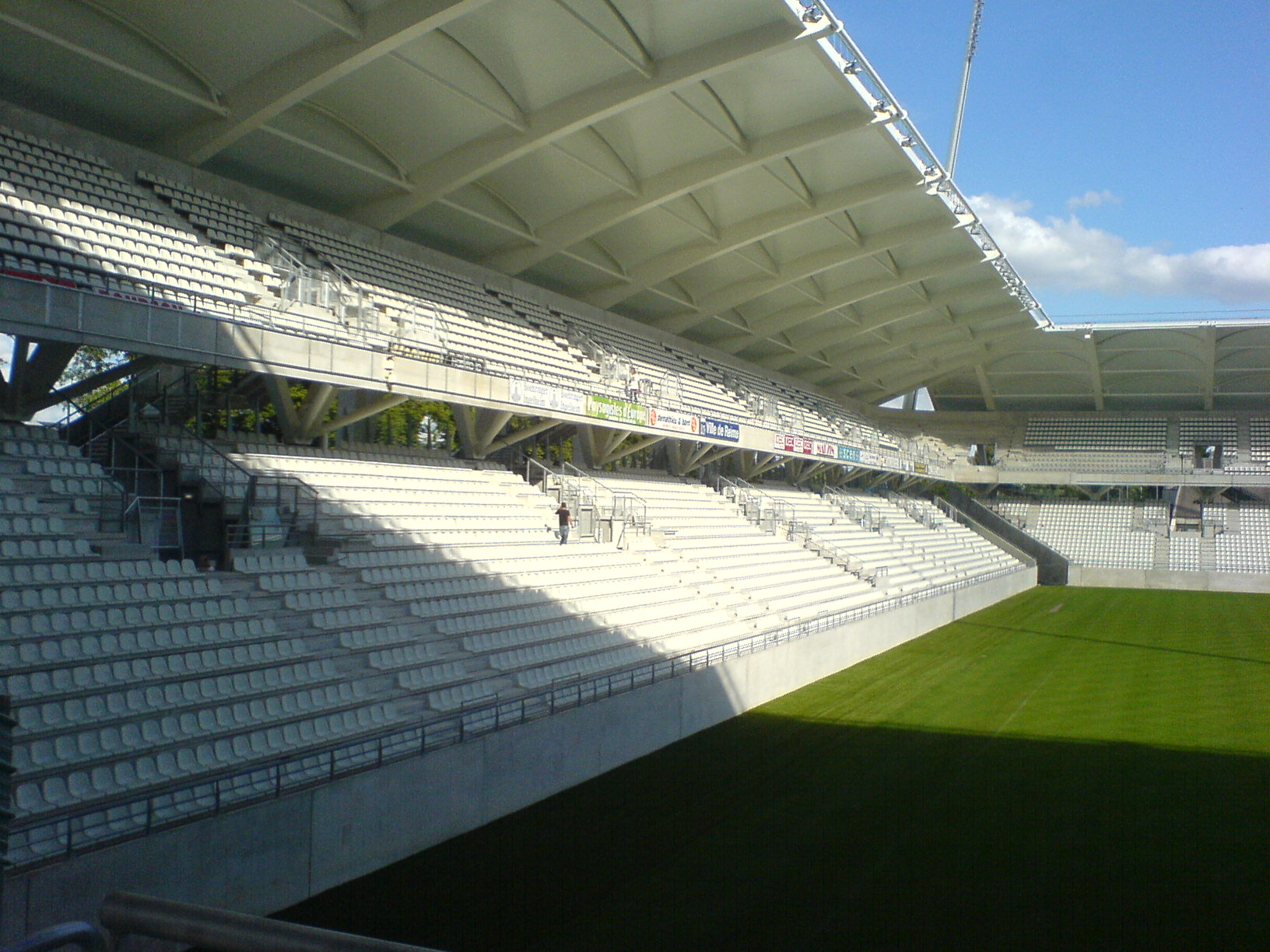
バックスタンド

## アクセス
国鉄駅であるGare de Reims(ランス駅)から徒歩で25分ほど。川を渡るので橋の位置を把握しなければならない。ノートルダム大聖堂からは徒歩で15分くらい。